# Ovillers-la-Boisselle
Ovillers-la-Boisselle – miejscowość i gmina we Francji, w regionie Hauts-de-France, w departamencie Somma.
Według danych na rok 2011 gminę zamieszkiwało 429 osób, a gęstość zaludnienia wynosiła 45 osób/km² (wśród 2293 gmin Pikardii Ovillers-la-Boisselle plasuje się na 615 miejscu pod względem liczby ludności, natomiast pod względem powierzchni na miejscu 485).

## Galeria

Niemiecki okop koło Ovillers-la-Boisselle zdobyty przez Brytyjczyków w bitwie nad Sommą w 1916 roku
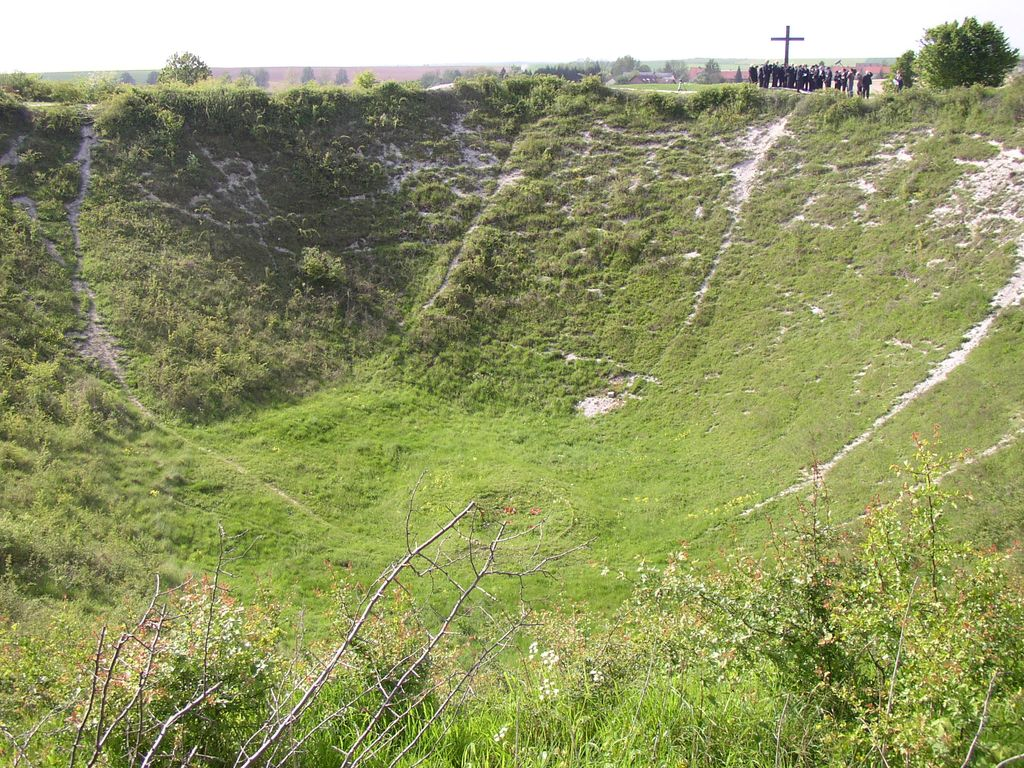
Krater koło Ovillers-la-Boisselle; pozostałość po wybuchu brytyjskiej gigantycznej miny Lochnagar w czasie bitwy nad Sommą